# Euphorbia rivae
Euphorbia rivae är en törelväxtart som beskrevs av Ferdinand Albin Pax. Euphorbia rivae ingår i släktet törlar, och familjen törelväxter. Inga underarter finns listade i Catalogue of Life.